# Cratere Ahmad Baba
Ahmad Baba è un cratere d'impatto presente sulla superficie di Mercurio, a 58,32° di latitudine nord e 128,45° di longitudine ovest. Il suo diametro è pari a 126 km.
Il cratere è dedicato allo scrittore sudanese Ahmad Baba.